# Pipistrel Alpha Electro

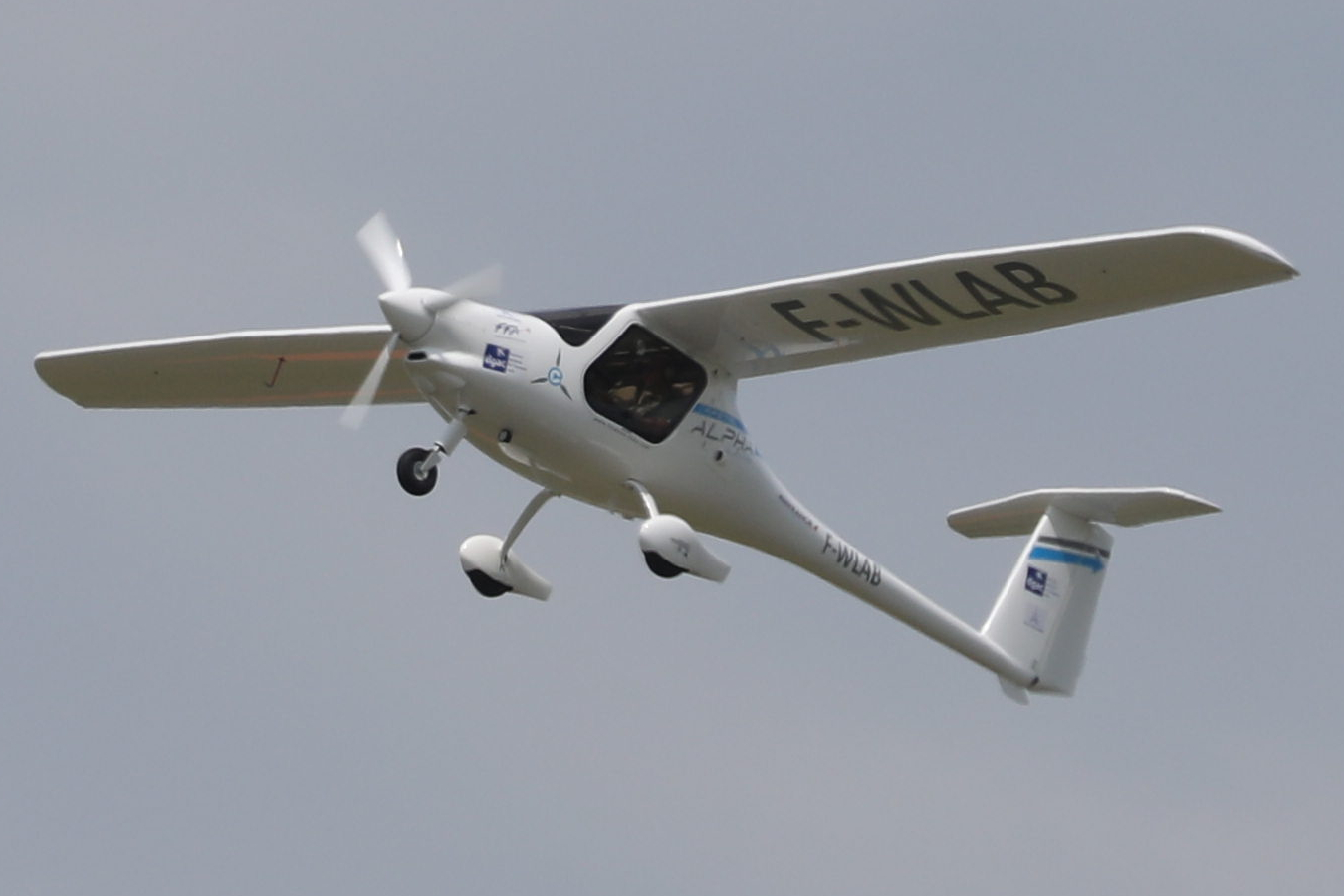
Pipistrel Alpha Electro

De Pipistrel Alpha Electro is een Sloveens elektrisch eenmotorig hoogdekker-sportvliegtuig. Het geheel van composietmateriaal geconstrueerde toestel met twee zitplaatsen maakte zijn eerste vlucht op 12 augustus 2014.
De Alpha Electro is een directe afgeleide van de Pipistrel Alpha Trainer (met een Rotax benzinemotor). Het ontwerp heeft een side-by-side cockpit met daarachter een slanke kokervormige romp met T-staart. Het prototype van het Alpha Electro productiemodel was de experimentele elektrische WHATTsUP. De maximum vluchtduur bedraagt ongeveer 1,5 uur. Waarna ongeveer dezelfde tijd nodig is om de batterijen weer op te laden.
De Pipistrel Alpha Electro is het eerste seriegebouwde elektrische sportvliegtuig ter wereld met een typegoedkeuring, zowel in Europa als in Amerika. Een Alpha Electro is duurder dan dezelfde Alpha Trainer met een benzinemotor, terwijl de maximumvliegtijd en het vliegbereik een stuk kleiner zijn. Dit gegeven beperkt voorlopig nog de markt voor elektrische sportvliegtuigen.

## Specificaties
- Type: Pipistrel Alpha Electro[4]
- Fabriek: Pipistrel
- Bemanning: 1
- Passagiers: 1
- Rol: Sport- en lesvliegtuig
- Lengte: 6,5 m
- Spanwijdte: 10,5 m
- Leeg gewicht: 314 kg (inclusief batterijen)
- Maximum gewicht: 550 kg
- Motor: 1 × Siemens AG elektrische motor, 50 kW (67 pk)
- Propeller: tweeblads
- Eerste vlucht: 12 augustus 2014
- Voorganger: WATTsUPP (prototype)

Prestaties:
- Maximumsnelheid: 194 km/u
- Kruissnelheid: 157 km/u
- Overtreksnelheid: 69 km/u
- Never Exceed Speed: 250 km/u
- Klimsnelheid: 6,1 m/s
- Plafond: 4900 m
- Maximum vluchtduur: 1,5 uur
- Vliegbereik: 150 km

## Ongeval op 13 oktober 2018 bij vliegveld Stadskanaal
Op 13 oktober 2018 verongelukte vlak voor de landing een Pipistrel Alpha Electro met Italiaanse registratie op vliegveld Stadskanaal. De piloot was de enige inzittende. Het vliegtuig verloor in het vliegcircuit plotseling hoogte vlak na de bocht van het rugwindbeen naar het dwarswindbeen, waarna het neerstortte. Kort daarna raakte het toestel in brand. De piloot kwam bij het ongeval om het leven.